# Tẩy tủy kinh
Tẩy tủy kinh tương truyền là phần Hậu bộ của Dịch Cân Tẩy Tủy Kinh do Bồ Đề Đạt Ma truyền lại khi ông đến Tung Sơn Thiếu Lâm tự để truyền phật pháp. Nội dung của bộ kinh là phương pháp tu luyện khí công và võ thuật. Đây là thần công đứng đầu trong tứ đại thần công của thiếu lâm tự, tương truyền người luyện có thể hồi xuân như cũ mãi mãi không già.